# القرية (البيضاء)

تعديل مصدري - تعديل

القرية هي إحدى قرى عزلة ال مظفرالاعلى بمديرية البيضاء التابعة لمحافظة البيضاء، بلغ تعداد سكانها 332 نسمة حسب تعداد اليمن لعام 2004.